# Trần Huỳnh Duy Thức
Trần Huỳnh Duy Thức là một kỹ sư, doanh nhân và nhà bất đồng chính kiến người Việt Nam. Ông là cựu tổng giám đốc của Công ty Dịch vụ điện thoại Internet OCI, một công ty từng được Việt Nam và thế giới đánh giá cao vì những thành tựu trong lĩnh vực viễn thông – di động. Ông bị cơ quan an ninh Việt Nam bắt giam và Tòa án nhân dân Thành phố Hồ Chí Minh đưa ra xét xử vào ngày 20 tháng 1 năm 2010 và kết án 16 năm tù với tội danh "hoạt động nhằm lật đổ chính quyền nhân dân". Trong tù, ông từ chối đi Mỹ định cư, từ chối nhận tội để đổi lấy lệnh đặc xá và tuyệt thực nhiều lần để phản đối. Ngày 20 tháng 9 năm 2024, ông được chính quyền Việt Nam trả tự do trước thời hạn.

## Sáng lập Công ty OCI
Trần Huỳnh Duy Thức sinh ngày 29 tháng 11 năm 1966 tại Sài Gòn. Năm 1990, ông tốt nghiệp khoa Công nghệ thông tin Trường Đại học Bách khoa Thành phố Hồ Chí Minh. Đầu năm 1993, Trần Huỳnh Duy Thức mở một cửa hàng vi tính nhỏ. Chỉ một vài tháng sau, cửa hàng của ông đã có thể tự lắp ráp những chiếc máy vi tính cá nhân đầu tiên. Dù nhỏ, nhưng cửa hàng không chấp nhận làm giảm giá trị thương hiệu EIS của riêng mình, từ chối chạy theo trào lưu bằng một nhãn hiệu nước ngoài giả, cho dù khi đó thị trường Việt Nam vừa được mở cửa rất ưa chuộng hàng ngoại nhập.
Năm 1993, ông cùng ông Lê Thăng Long thành lập Công ty máy tính Duy Việt tại Hà Nội. Từ năm 1998 trở đi, Internet chính thức được sử dụng ở Việt Nam, tạo nên một nhu cầu truy cập Internet bùng nổ. Tuy nhiên, thời điểm đó các nhà cung cấp dịch vụ Internet (ISP) vẫn còn sử dụng công nghệ truy cập analog qua đường điện thoại nên dung lượng và tốc độ truy cập rất hạn chế, không đáp ứng được cho nhu cầu đang tăng rất nhanh. Nhận thấy lỗ hổng trên, công ty Duy Việt đã giới thiệu vào thị trường công nghệ truy cập digital mới nhất vào lúc đó, cho phép mở rộng nhanh dung lượng lẫn tốc độ truy cập nhiều lần so với công nghệ analog cũ. Nhờ vậy, Duy Việt thắng thầu nhiều dự án mở rộng hạ tầng Internet trước các hãng lớn nước ngoài, tạo nên một hiện tượng mới lạ.
Năm 2000, công ty TNHH Tin học Duy Việt chuyển đổi thành công ty cổ phần Công nghệ thông tin EIS (EIS, Inc.) với sứ mệnh: "Tiến công mạnh mẽ vào thị trường CNTT quốc tế, chuyển tri thức Việt Nam thành những giá trị cao trong nền kinh tế tri thức thế giới". 2 năm sau, với 3 công ty con gồm One-Connection Singapore, One-Connection USA và One-Connection Vietnam có mặt ở San Jose (California, Mỹ), Thành phố Hồ Chí Minh (Việt Nam) và Singapore. Với công nghệ hiện đại cho phép người dùng gọi điện thoại ra nước ngoài với giá rẻ cùng các chương trình khuyến mãi hấp dẫn, One Connection nhanh chóng được các người dùng Việt Nam đón nhận và được quảng bá rầm rộ trên các mặt báo. Tuy nhiên, vì các cửa hàng Internet không đáp ứng đủ số lượng thẻ One Connection theo nhu cầu của khách hàng, so với các thẻ điện thoại quốc tế lậu và thẻ gọi điện thoại quốc tế của FPT Telecom nên One Connection nhanh chóng bị mất thị phần về phía FPT Telecom. So với One Connection, FPT Telecom không sở hữu công nghệ lõi mà bản chất chỉ là đơn vị phân phối cho các công ty điện thoại Internet ở nước ngoài thông qua việc mua lưu lượng và in thẻ. Ở thời điểm đó, dù FPT Telecom không có được nhiều cảm tình của người dùng, và được truyền thông ủng hộ như One Connection, nhưng thẻ cào của FPT Telecom xuất hiện ở khắp mọi nơi nhờ các kênh phân phối. Người tiêu dùng do đó đã chọn thẻ của FPT Telecom ở những nơi mà các kênh phân phối của One Connection chưa xuất hiện. Bên cạnh những thành công về mặt kinh doanh, công ty EIS của ông cũng có nhiều chính sách để đào tạo và thu hút nguồn nhân sự chất lượng, thông qua việc cấp học bổng và mở trung tâm đào tạo ngay tại công ty.
Là một doanh nhân thành đạt tại Việt Nam, ông cũng nổi bật với các ý kiến phê bình những rào cản từ phía các cơ quan quản lý viễn thông đối với sự phát triển của ngành công nghệ cao này. Vì vậy, ngay tại quê nhà, One-Connection Việt Nam không được nghênh đón. Tháng 3 năm 2009, Sở Thông tin và Truyền thông Thành phố Hồ Chí Minh ra quyết định buộc One-Connection Việt Nam ngừng cung cấp dịch vụ phone-to-phone và xử phạt hành chính, tịch thu các máy móc thiết bị vì dịch vụ này chưa được Bộ Thông tin và Truyền thông cho phép. Không chấp nhận quyết định trên, One-Connection Việt Nam khiếu nại lên Bộ Thông tin và Truyền thông. Ngày 24 tháng 5 năm 2009, Trần Huỳnh Duy Thức bất ngờ bị bắt với thông tin ban đầu là "trộm cước viễn thông". Tuy nhiên, một thời gian ngắn sau, cả Lê Công Định, Lê Thăng Long đều lần lượt bị bắt và cùng với ông bị chính quyền cáo buộc tội "lật đổ chính quyền". Trong khi đó, cơ quan chức năng đã không tìm ra bất kỳ bằng chứng nào chứng minh cho cáo buộc "trộm cước viễn thông" đối với Trần Huỳnh Duy Thức sau hàng tháng lục tìm hệ thống thiết bị và sổ sách công ty. Sau đó, vụ việc được chuyển thành khởi tố "kinh doanh trái phép". Theo sau việc bắt giữ, One-Connection Việt Nam và EIS, Inc. bị thanh tra thuế toàn bộ quá trình hoạt động trong những năm qua của hai công ty trong 3 tháng liên tiếp với lý do liên quan đến "xâm phạm an ninh quốc gia". Tuy nhiên, cơ quan điều tra đã không tìm được bằng chứng cáo buộc các công ty này trốn thuế. Không lâu sau đó, One-Connection Việt Nam bị rút giấy phép, và dự án mở rộng của EIS, Inc. ra Đà Nẵng để làm trung tâm hỗ trợ khách hàng toàn cầu cũng không được cấp phép.

## Hoạt động chính trị
Năm 2005, ông cùng một số nhân vật như Lê Thăng Long lập ra Nhóm nghiên cứu Chấn thông qua việc nghiên cứu tình hình chính trị, kinh tế, xã hội ở Việt Nam.
Từ đầu tháng 11 năm 2008, ông lập hai blog trên mạng Internet: Change We Need và Trần Đông Chấn, xuất hiện nhiều bài viết và bình luận về lãnh đạo cũng như nền chính trị Việt Nam. Thông tin ở đây đã được một số hãng thông tấn quốc tế đăng lại.
Tháng 3 năm 2009, ông đi Phuket, Thái Lan. Tại đây, ông gặp một số nhân vật bất đồng chính kiến khác, cùng họ thành lập các tổ chức chính trị nhằm thay thế Đảng Cộng sản Việt Nam khi xảy ra biến cố chính trị trong tương lai. Về nước, ông bị tố là đã thành lập Đảng Xã hội Việt Nam.
Sau khi về nước, ông cùng với ông Lê Công Định, Nguyễn Sĩ Bình hợp tác viết cuốn sách Con đường nước Việt, trong đó Lê Công Định viết phần cải cách Tư pháp, Nguyễn Sĩ Bình viết về phần cải cách Xã hội, còn ông viết về phần cải cách Kinh tế.
Cuốn sách nêu trên, thêm những tư liệu về ông Thức do gia đình ông cung cấp, được Phong trào Con Đường Việt Nam, một phong trào đấu tranh cho nhân quyền tại Việt Nam, đặt tên là Trần Huỳnh Duy Thức và Con đường nào cho Việt Nam, và cho phát hành miễn phí dưới dạng ebook vào ngày 10 tháng 6 năm 2013.

## Bị bắt và dư luận quốc tế
Ông chính thức bị chính quyền Việt Nam bắt vào ngày 24 tháng 5 năm 2009 với tội danh ban đầu là "trộm cắp cước viễn thông", sau đó với các cáo buộc hoạt động chính trị nhằm "lật đổ chính quyền nhân dân". Cùng với một số nhân vật như Lê Công Định, Nguyễn Tiến Trung, Lê Thăng Long bị Tòa án nhân dân Thành phố Hồ Chí Minh đưa ra xét xử vào ngày 20 tháng 1 năm 2010, riêng cá nhân ông bị tuyên án 16 năm tù giam và tịch thu một phần tài sản. Báo chí chính thống của Việt Nam cũng đã đăng bài viết lên án các hoạt động của Trần Huỳnh Duy Thức và cộng sự. Nhiều cá nhân tri thức đã viết đơn phản cáo, nhưng không thành công.
Theo lời thân nhân, ông đã bị "nhục hình" và "bức cung" trong quá trình cơ quan an ninh điều tra lấy lời khai. Luật sư Lê Trần Luật cho rằng, xử ông Trần Huỳnh Duy Thức 16 năm tù là một sự trả thù của chế độ cộng sản Việt Nam đối những người hoạt động trí thức.
Việc chính quyền Việt Nam bắt giữ và tuyên án ông cùng các nhân vật trên vào ngày 20 tháng 1 năm 2010 đã bị các bên như Anh, Hoa Kỳ và Liên minh châu Âu lên tiếng phản đối. Bộ ngoại giao Anh ra thông cáo và bày tỏ quan ngại "Không thể cầm tù bất kỳ ai vì người đó bày tỏ quan điểm của mình một cách hòa bình", còn đại diện Hoa Kỳ ra thông cáo, "Chúng tôi cũng quan ngại về việc tiến hành phiên toà rõ ràng đã thiếu trình tự chuẩn mực", đồng thời cho rằng các bản án "đi ngược lại với Tuyên ngôn Nhân quyền Liên Hiệp Quốc. [...] Việc kết tội này cũng đặt ra những câu hỏi nghiêm trọng đối với cam kết của Việt Nam về nền pháp trị và cải cách".
Ngoài ra, Tổ chức Ân xá Quốc tế cũng ra thông cáo với việc bắt giữ và tuyên án: "Những người này đáng ra không bao giờ nên bị bắt chứ đừng nói là bị buộc tội và nhận án tù, phiên tòa rõ ràng là sự nhạo báng công lý".
Ngày 11 tháng 10 năm 2013, Trần Huỳnh Duy Thức được Mạng lưới Nhân quyền Việt Nam, có trụ sở tại California, vinh danh cùng với hai người khác là luật sư Lê Quốc Quân và tù nhân lương tâm Nguyễn Hoàng Quốc Hùng vì những đóng góp cho nhân quyền tại Việt Nam.

## Chuyển trại giam và tuyệt thực trong tù
Đầu tiên, ông Thức bị giam tại trại Xuân Lộc, Đồng Nai. Tháng 6 năm 2013, ông Thức đã bị biệt giam vì giúp đỡ một tù nhân cách sử dụng điện thoại di động. Chưa xét đến tính xác đáng của lý do kỷ luật, nhiều người cảm thấy trại giam Xuân Lộc đã vi phạm quy định cấm nhục hình phạm theo Điều 4 Pháp lệnh thi hành án phạt tù của Nhà nước CHXHCN Việt Nam. Lý do là ông bị biệt giam trong buồng tối không có ánh sáng, điều kiện vệ sinh không đảm bảo và không được ra ngoài trời liên tục suốt 10 ngày đã vi phạm Điều 10 và khoản 1 Điều 35 Quy chế Trại giam (ban hành kèm theo Nghị định số 113/2008/NĐ-CP ngày 28 tháng 10 năm 2008 của Chính phủ). Sau vụ tù nhân nổi dậy vào cuối tháng 6 năm 2013, ông bị chuyển ra Xuyên Mộc, Bà Rịa – Vũng Tàu.
Ngày 5 tháng 5 năm 2016, Trần Huỳnh Duy Thức bị chuyển từ trại Xuyên Mộc ở tỉnh Bà Rịa – Vũng Tàu ra Nghệ An.
Ngày 17 tháng 5 năm 2016, ông Trần Huỳnh Duy Tân, em trai ông Thức cho hay: "Ngày 5/5, anh tôi bị cưỡng bức chuyển từ nhà tù Xuyên Mộc đến nhà tù số 6 tỉnh Nghệ An. Anh ấy đã bị còng tay và bịt miệng suốt chuyến đi vì phản đối quyết định này". Tại nhà tù Nghệ An, ông Thức bị ép buộc đi định cư tại Hoa Kỳ. Ông Thức đã yêu cầu được gặp toàn thể gia đình gồm 14 người hôm 14 tháng 5. Cũng theo ông này, "Anh bác bỏ ý định đi Mỹ định cư như cái giá trao đổi để hưởng sự tự do, đồng thời thông báo với cả nhà việc tuyệt thực đến chết mới thôi từ ngày 24/5 để đòi sự thượng tôn pháp luật và yêu cầu trưng cầu dân ý trao cho người dân quyền quyết định thể chế chính trị của đất nước".

### Những lần tuyệt thực
Theo đài RFA, ông Thức đã tuyệt thực trong tù từ ngày 24 tháng 5 năm 2016 để phản đối việc ép ông đi Mỹ định cư. Một phong trào hưởng ứng thái độ bất khuất của Trần Huỳnh Duy Thức đã nổ ra, bắt đầu bằng các cuộc tuyệt thực tập thể từ ngày 24 tháng 5. Ngày 27 tháng 5, một trong những người tham gia cuộc tuyệt thực bên ngoài nhà giam có Giáo sư Chu Hảo, nguyên Thứ trưởng Bộ Khoa học và Công nghệ.
Sau khi có sự vận động của gia đình và những người ủng hộ, ông Thức dừng tuyệt thực ở ngày thứ 15. Ngày 3 tháng 2 năm 2017, trả lời phỏng vấn của VOA, ông Trần Huỳnh Duy Tân cho biết ông Thức kiên định về lập trường, là sẽ không ra nước ngoài tị nạn. Ông Tân cũng cho hay ông Thức không được nhà chức trách xem xét giảm án vì ông Thức vẫn khẳng định mình "không có tội để phải nhận tội".
Ngày 31 tháng 8 năm 2018, RFA đưa tin ông Thức đã lại tuyệt thực từ ngày 13 tháng 8 trong tù để phản đối yêu cầu nhận tội từ phía công an nhằm đổi lại lệnh đặc xá, cùng với đó ông cũng phản đối những ngược đãi của trại giam đối với mình. Đây là lần thứ 2 mà ông Thức tuyệt thực trong tù.
Sáng ngày 9 tháng 9 năm 2018, ông Trần Văn Huỳnh, cha ruột của ông Thức, đã gửi thư đến các cơ quan có thẩm quyền của Việt Nam, các đại sứ quán và các tổ chức quốc tế "cùng lên tiếng giữ lại tính mạng" của ông Trần Huỳnh Duy Thức, "trước đe dọa đã tính từng ngày" do tuyệt thực dài ngày. Ngày 16 tháng 9 năm 2018, ông Thức đã ngừng tuyệt thực sau khi được gia đình khuyên can.
Tháng 10 năm 2020, Trần Huỳnh Duy Thức tuyên bố tuyệt thực để yêu cầu Tòa án xem xét đơn yêu cầu miễn thời hạn tù còn lại vì mức án mới cho tội "hoạt động nhằm lật đổ chính quyền nhân dân" tính từ năm 2015 chỉ có thời hạn 5 năm. Đây là lần thứ 3 mà ông Thức tuyệt thực trong tù. Đến cuối tháng 11, Thức tiếp tục tuyệt thực để đòi Tòa án phải trả lời đơn thư của mình. Ông cũng tuyên bố sẽ "tuyệt thực đến chết" nếu không nhận được trả lời của Tòa án. Ngày 3 tháng 2 năm 2021, sau hơn 70 ngày, ông Thức đã quyết định ngừng tuyệt thực.

### Phản ứng từ chính quyền
Theo thông tin từ các trang báo chính thống của nhà nước Việt Nam, hành động tuyệt thực của Trần Huỳnh Duy Thức là việc từ chối sử dụng khẩu phần ăn cho phạm nhân ở trại giam mà thay vào đó là sử dụng thực phẩm do gia đình cung cấp và mua thực phẩm bán tại canteen của trại giam. Truyền thông Việt Nam cũng đưa ra bằng chứng và video trong trại giam về việc ông Thức không bị suy giảm sức khỏe và còn tăng cân trong quá trình "tuyệt thực" này, đồng thời bác bỏ các cáo buộc của các đài truyền thông như RFA, VOA, SBTN về việc ông Thức gặp tình trạng nguy hiểm trong những lần tuyệt thực. Truyền thông chính thống của Việt Nam cũng chỉ ra sự vô lý trong việc diễn giải hành động "tuyệt thực" của ông Thức của các đài như RFA hay các kênh truyền thông tiếng Việt khác tại hải ngoại, vì nếu một người tuyệt thực theo đúng nghĩa là không ăn uống bất cứ thứ gì thì sẽ không thể "tuyệt thực" được đến hàng chục ngày như ông Thức.

## Trả tự do trước thời hạn
Ngày 20 tháng 9 năm 2024, gia đình Trần Huỳnh Duy Thức nhận tin từ công an khu vực rằng ông đã được trả tự do. Theo thông tin từ gia đình, lúc 11 giờ 43 phút trong cùng ngày 20 tháng 9, ông Thức đáp chuyến bay xuống sân bay Tân Sơn Nhất, và đến 4 giờ sáng ngày 21 tháng 9 thì ông gọi điện báo gia đình đến đón tại UBND Phường 13, Quận Tân Bình.
Việc trả tự do cho Trần Huỳnh Duy Thức diễn ra trước thời điểm mãn hạn tù của ông 8 tháng. Sự việc này được đánh giá là một động thái của chính quyền Việt Nam trước chuyến đi của Chủ tịch nước Tô Lâm đến Hoa Kỳ vào ngày 21 tháng 9 (một ngày sau khi ông Thức được trả tự do), nhằm xoa dịu những cáo buộc vi phạm nhân quyền từ chính phủ Mỹ đối với Việt Nam.